# クリステン・スミス

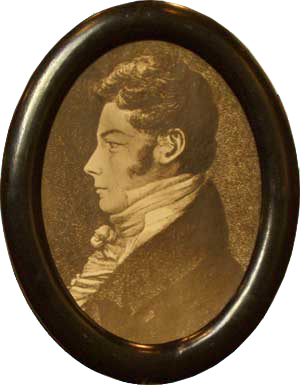
クリステン・スミス

クリステン・スミス（Christen Smith、1785年10月17日 - 1816年9月22日）は、19世紀初期のノルウェーの医師、博物学者である。コンゴ川の探検で多くの標本を残した。
ノルウェーのスコガー（Skoger）で生まれた。コペンハーゲン大学でマルチン・ヴァール（Martin Vahl）のもとで医学と植物学を学んだ。イェンス・ヴィルケン・ホネアマン (Jens Wilken Hornemann)とともにノルウェーの各地で植物を調査し、多くの植物標本を集め、それらの図は後に『デンマークの植物』（"Flora Danica"）に収められた。ヨアキム・フレデリク・スコウと Morten Wormskjoldも調査旅行にしばしば同行し、彼らはヨートゥンハイメン山地（ヨトゥンヘイム山地）の山に登頂した。記録に残る初登頂となったBitihornや Hårteigenが含まれる。
1808年に大学を卒業し、医師を開業した。1814年にクリスチャニア（現オスロ）に新設された王立フレデリック大学の植物学などの教授に任じられたが、ヨーロッパ各国の植物園にまけない植物園をつくるために外国を旅するために就任を辞退した。ロンドンからスコットランドへ旅し、そこでプロシアの地質学者、レオポルド・フォン・ブーフと知り合った。ブーフの火山島のカナリア諸島とマデイラ諸島を訪ずれる計画を知り、熱心に同行することを求めた。1815年に2人は調査を行い、12月初めにポーツマスに戻った。スミスは600種の標本を持ち帰り、50種は新種の植物であった。その中にはカナリア松（Pinus canariensis）が含まれた。ブーフのもとで地質学を学び、実績を上げたスミスはイギリスの王立協会に働きかけ、ジェームズ・キングストン・タッキー（James Kingston Tuckey）が率いるコンゴ川の上流の探検に地質学者、植物学者として参加することになった。
コンゴ探検隊は、1816年2月に始まるが、その始まりから齟齬が続くことになった。計画では蒸気船のHMSコンゴを使う予定であったが、未熟な蒸気船の技術は、重すぎる構造から喫水が深く川の航行には適さないものであった。より軽量な「ドロシー」も使用されたが、内陸へ160キロ入ったところで進むことができなくなった。遠征は蚊が多い湿地を徒歩で続けられ、450キロまで進んだが、食料の不足、敵対的な原住民や熱病に悩まされ、目的を達しないまま帰還することになった。遠征に参加した56人のうち、すべての科学者と、船に帰還後に死んだ船長を含む18人が没した。スミスも帰還途中で、おそらく黄熱病にかかり、30歳で没した。
この不運な遠征はイギリスの小説家、ジョセフ・コンラッドの『闇の奥』にインスピレーションを与えたとされる。この遠征でのスミスの集めた620の標本はロンドンに送られ、その250が新種の植物であった。後にスミスの残した文章が友人のマーティン・フロル（Martin Richard Flor）によって出版された。
アエオニウム属のAeonium smithiiなどに献名されている。